# Most Adama

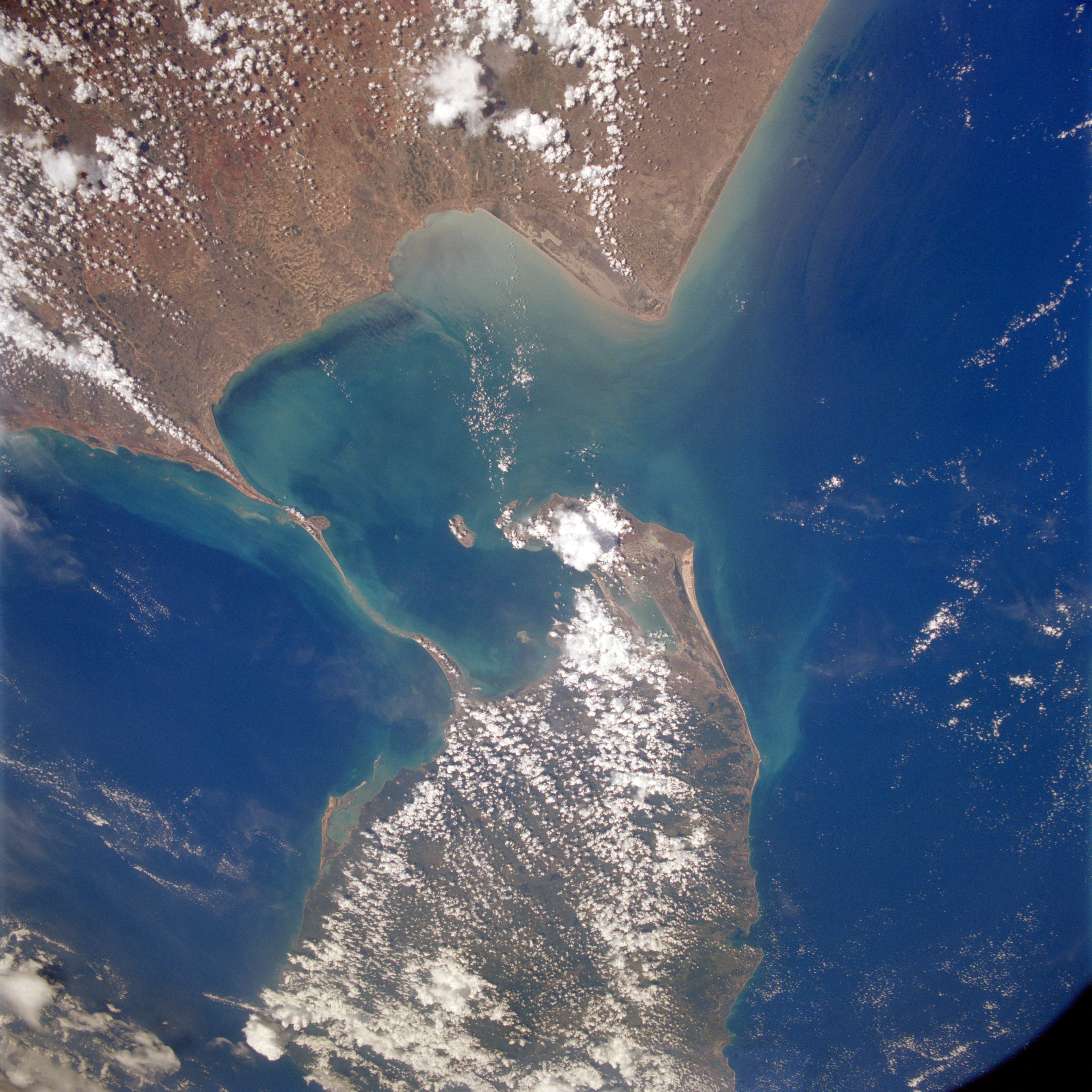
Most Adama uchwycony przez NASA

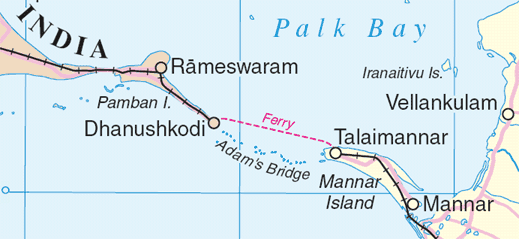

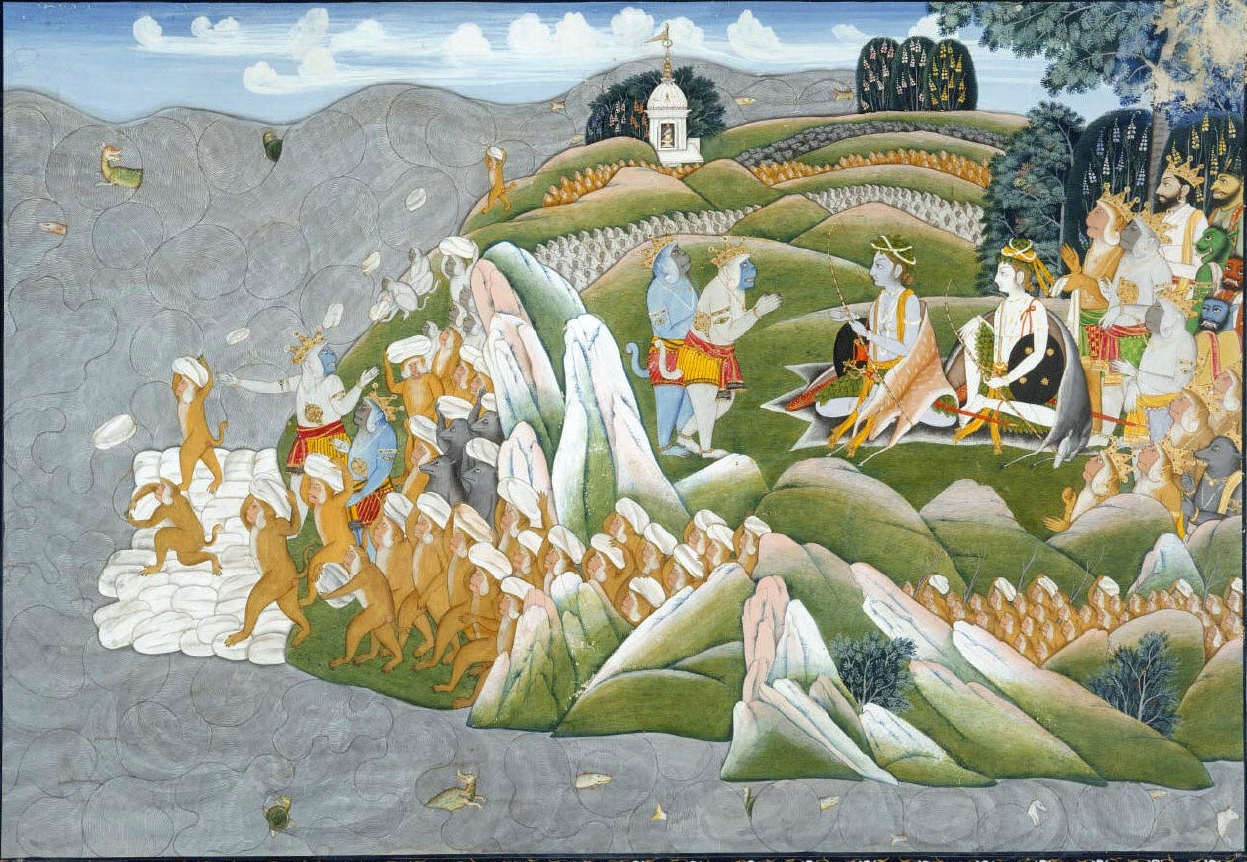
Armia zwierząt budująca Most Adama - rycina z ok. 1850

Most Adama (sanskryt रामसेतु Rāmasetu, dosłownie „Most Ramy”; tamil. ஆதாம் பாலம Adam palam, ang. Adam's Bridge) – archipelag wysepek, raf i mielizn łączący Półwysep Indyjski z Cejlonem. 

## Charakterystyka
Most ma długość 48 km i oddziela zatokę Mannar na południowym zachodzie od cieśniny Palk na północnym wschodzie. W żadnym miejscu głębokość mielizn nie przekracza 1 metra, co znacznie utrudnia żeglugę. Próby pogłębienia szlaku żeglownego podejmowano od 1838, ale nigdy nie zakończyły się sukcesem. Dowody geologiczne wskazują, że Most Adama stanowi pozostałość lądowego połączenia istniejącego dawniej pomiędzy Półwyspem Indyjskim a Cejlonem.
Zgodnie z tradycją most jest pozostałością wielkiej grobli usypanej przez Ramę (lub zwierzęta z jego armii), bohatera hinduistycznego eposu Ramajana, by umożliwić przejście jego armii z Indii na Sri Lankę gdzie znajdowała się jego uprowadzona żona Sita. Zgodnie z muzułmańską legendą Adam przeszedł tędy, by dotrzeć do Góry Adama na Cejlonie, na szczycie której stał na jednej nodze przez 1000 lat.

## Kontrowersje
W Indiach toczy się ożywiona debata wokół koncepcji zakładającej, że Most Adama jest dziełem rąk ludzkich. Wybuchła ona w obliczu planowanego przez rząd indyjski projektu przekopania kanału żeglownego (Sethusamudram Shipping Canal Project) i nakłada się na konflikty między rządem centralnym a zamieszkującą południowe Indie ludnością tamilską.
W oparciu o wzmiankę o budowie mostu w hinduskiej Ramajanie, kosmologia hinduistyczna datuje to wydarzenie w epoce Treta Juga, czyli drugiej części Maha Jugi, która trwała 1 296 000 lat. Zwolennicy tej koncepcji powołują się na badania archeologiczne, które rzekomo datują pierwsze ślady bytności Homo Sapiens na tym terenie ok. 1,75 mln lat temu, oraz na opinię NASA, zgodnie z którą Most Adama wydaje się być „dziełem człowieka”, ze względu na unikatowe krzywizny oraz jego strukturę. Zgodnie ze współczesną wiedzą naukową, najwcześniejsze fale migracji człowieka dotarły do południowej Azji między 70 a 50 tys. lat temu.
NASA dystansuje się od twierdzeń, jakoby zdjęcia satelitarne wykonane przez Agencję potwierdzały, iż Most Adama jest pozostałością budowli stworzonej przez człowieka. W oficjalnym oświadczeniu urzędnicy NASA potwierdzili, że jest to naturalnego pochodzenia łańcuch wysepek i płycizn.